# Nikita Riemiezow
Nikita Giennadjewicz Riemiezow, ros. Никита Геннадьевич Ремезов; biał. Мікіта Генадзевіч Рэмезаў – Mikita Hienadziewicz Remiezau (ur. 28 lipca 1990 w Woroneżu) – rosyjski hokeista z obywatelstwem białoruskim, reprezentant Białorusi.

## Kariera
- Nioman 2 Grodno (2005-2011)
- HK Nioman Grodno (2008-2011)
  -  HK Szynnik Bobrujsk (2008/2009)
- HK Lida (2011-2012)
- Mietałłurg Żłobin (2012-2013)
- Rubin Tiumeń / Rubin 2 Tiumeń (2013-2014)
- Jużnyj Urał Orsk (2013-2014)
- Buran Woroneż (2014)
- Mołot-Prikamje Perm (2014-2016)
- Nioman Grodno (2016-2020)
- HK Szachcior Soligorsk (2020-)

Syn radzieckiego i rosyjskiego piłkarza z Woroneża, Giennadija Riemiezowa. W okresie nauki szkolnej przeprowadził się z Rosyjskiej FSRR do Białoruskiej SRR. Został wychowankiem Niomana Grodna. W latach do 2013 grał w ekstralidze białoruskiej w barwach klubów z Grodna, Lidy i Żłobina. Od 2013 przez sezony grał w zespołach z rosyjskiej rozgrywek WHL. W połowie 2016 powrócił do Niomana. Po rozegraniu tamże czterech sezonów, w maju 2020 przeszedł do Szachciora Soligorsk.
Po otrzymaniu białoruskiego obywatelstwa został reprezentantem tego kraju. Podczas występów na Białorusi został reprezentantem tego kraju Białorusi. Uczestniczył w turnieju mistrzostw świata juniorów do lat 20 edycji 2010 (Dywizja I). W późniejszych latach był kadrowiczem reprezentacji seniorskiej Białorusi.

## Sukcesy
Klubowe
- Srebrny medal mistrzostw Białorusi: 2011 z Niomanem Grodno, 2013 z Mietałłurgiem Żłobin, 2019 z Niomanem Grodno
- Drugie miejsce w Pucharze Kontynentalnym: 2013 z Mietałłurgiem Żłobin
- Złoty medal mistrzostw Białorusi: 2017, 2018 z Niomanem Grodno
- Puchar Białorusi: 2016, 2018 z Niomanem Grodno
- Brązowy medal mistrzostw Białorusi: 2020 z Niomanem Grodno, 2021 z Szachciorem Soligorsk
- Trzecie miejsce w Pucharze Kontynentalnyn: 2020 z Niomanem Grodno

Indywidualne
- Mistrzostwa Świata Juniorów w Hokeju na Lodzie 2010/I Dywizja#Grupa B:
  - Czwarte miejsce w klasyfikacji strzelców turnieju: 4 gole[3]
  - Drugie miejsce w klasyfikacji skuteczności wygrywanych wznowień: 65,91%[4]
  - Najlepszy zawodnik reprezentacji w turnieju[5]
- Ekstraliga białoruska w hokeju na lodzie (2011/2012):
  - Dziewiąte miejsce w klasyfikacji strzelców w sezonie zasadniczym: 20 goli[6]
  - Piąte miejsce w klasyfikacji asystentów w sezonie zasadniczym: 32 asysty[7]
  - Trzecie miejsce w klasyfikacji kanadyjskiej w sezonie zasadniczym: 52 punkty[8]
- Ekstraliga białoruska w hokeju na lodzie (2018/2019):
  - Trzecie miejsce w klasyfikacji asystentów w sezonie zasadniczym: 34 asysty[9]
  - Czwarte miejsce w klasyfikacji kanadyjskiej w sezonie zasadniczym: 47 punktów[10]
- Ekstraliga białoruska w hokeju na lodzie (2019/2020):
  - Pierwsze miejsce w klasyfikacji asystentów w sezonie zasadniczym: 34 asysty[9]
  - Pierwsze miejsce w klasyfikacji kanadyjskiej w sezonie zasadniczym: 51 punktów[11]
  - Najlepszy napastnik sezonu[12]
- Ekstraliga białoruska w hokeju na lodzie (2020/2021)[13]:
  - Trzecie miejsce w klasyfikacji strzelców w sezonie zasadniczym: 20 goli
  - Piąte miejsce w klasyfikacji kanadyjskiej w sezonie zasadniczym: 38 punktów